# Trajan Djankow
Trajan Kolew Djankow (auch Trayan Kolev Dyankov geschrieben, bulgarisch Траян Колев Дянков; * 21. Juni 1976 in Warna; † 1. August 2016 ebenda) war ein bulgarischer Fußballspieler und Manager des Spartak Warna.
In der Saison 2006/07 wechselte Djankow ablösefrei zum bulgarischen Erstligisten FC Tschernomorez Burgas und wurde in der Folge Mannschaftskapitän.
Seit 2014 war Djankow Spielertrainer und Standby-Spieler bei Spartak Warna. Am 1. August 2016 starb er, nachdem er während des Trainings vermutlich einen Herzinfarkt erlitten hatte.

## Sportliche Erfolge
- Bulgarischer Meister: 2004